# Dârlești
Dârlești – wieś w Rumunii, w okręgu Alba, w gminie Horea. W 2011 roku liczyła 333 mieszkańców.